# Tōyō Mitsunobu
Tōyō Mitsunobu (光延 東洋?, Mitsunobu Tōyō; Prefettura di Okayama, 9 ottobre 1897 – Pianosinatico, 8 giugno 1944) è stato un ufficiale della Marina imperiale giapponese, responsabile della missione navale nipponica in Italia dal 1940 alla morte.
Si arruolò nel 1919 con ottimi risultati e, perciò, gli alti comandi lo assegnarono a compiti direzionali, amministrativi o burocratici, concedendogli raramente di prestare servizio in mare o in prima linea. Studiò comunque al Collegio navale e divenne ufficiale di rotta, servendo su  cacciatorpediniere e sulla portaerei Hosho. All'inizio degli anni trenta fu inviato a Parigi e rimase due anni in Europa, dopodiché fu tra l'equipaggio dell'incrociatore pesante Nachi. Tra 1934 e 1936 collaborò alla preparazione della delegazione nipponica per la conferenza navale di Londra e vi presenziò come aiutante del plenipotenziario giapponese. Dopo aver partecipato, con funzioni di ufficiale di stato maggiore, a operazioni aeronavali sul fronte cinese (1938), fu destinato all'ufficio del ministro residente a Shanghai. Nel febbraio 1940 fu riassegnato all'ambasciata giapponese in Italia in qualità di addetto militare. Rimasto nella penisola anche dopo l'8 settembre 1943, rimase ucciso in un'imboscata partigiana sull'Appennino tosco-emiliano meno di un anno dopo.

## Biografia

### Inizio della carriera
Tōyō Mitsunobu nacque il 9 ottobre 1897 nella prefettura di Okayama. Dopo aver frequentato la scuola media ed essersi diplomato, affrontò gli esami d'ammissione per l'Accademia navale di Etajima e li passò: studiò nella 47ª classe e si diplomò il 9 ottobre 1919, primo su 115 allievi; ottenne il brevetto di aspirante guardiamarina e fu imbarcato sul vecchio incrociatore corazzato Tokiwa per effettuare la crociera di addestramento all'estero. Al ritorno in Giappone, il 31 maggio 1920, fu trasferito alla moderna nave da battaglia Ise per continuare l'addestramento basilare e, il 1º agosto, ebbe riconosciuta la qualifica di guardiamarina. Quattro mesi più tardi transitò nell'equipaggio della meno recente nave da battaglia Katori, sulla quale rimase quasi un anno. Il 1º dicembre 1921 cominciò il Corso base alla Scuola d'artiglieria navale presso Yokosuka e, superatolo, passò immediatamente al Corso base della vicina Scuola siluristi (8 aprile 1922). Il 12 luglio successivo fu imbarcato sull'incrociatore leggero Tama da poco in servizio ma, già il 4 agosto, fu richiamato a terra e posto in momentanea attesa di incarico.

### Gli anni venti e trenta

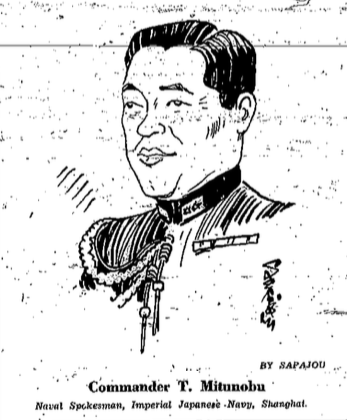
Caricatura di Mitsunobu risalente al 1939, quando era assegnato all'ufficio del ministro residente

Mitsunobu era infatti stato ridestinato a curare l'allestimento finale del cacciatorpediniere di seconda classe Wakatake: iniziò la nuova mansione il 14 agosto e il 30 settembre, al completamento dell'unità, entrò a far parte dell'equipaggio. Fu promosso sottotenente di vascello il 1º dicembre dello stesso anno e rimase ancora a lungo a bordo dell'unità. Il 1º dicembre 1923 fu riassegnato alla grande nave da battaglia Nagato, allora la più avanzata in servizio nella Marina imperiale giapponese, rimanendovi un anno. Alla conclusione del servizio in mare fu nominato tenente di vascello e, al contempo, intraprese il Corso di navigazione offerto dal prestigioso Collegio navale di Tokyo, istituto preposto alla formazione di competenti ufficiali di stato maggiore. Dopo un altro anno di studi fu nominato addetto dell'allestimento finale di un altro cacciatorpediniere, il Mutsuki (1º dicembre 1925); come accaduto con il Wakatake, fu integrato il 5 febbraio 1926 nell'equipaggio con il ruolo di ufficiale capo alla navigazione. Lasciò la nave il 1º dicembre per divenire ufficiale di rotta sulla petroliera di squadra Notoro. Giovane ufficiale capace e apprezzato, il 1º dicembre 1927 fu investito da triplo incarico: membro dello stato maggiore della 1ª Flotta, della Flotta Combinata e aiutante presso la 1ª Flotta. Per circa un anno operò al vertice delle forze da battaglia della Marina nipponica, traendone notevole esperienza. Fu poi riassegnato all'innovativa portaerei Hosho il 10 dicembre 1928, di nuovo come ufficiale di rotta. Il 30 novembre 1929 gli fu notificato il trasferimento all'Accademia navale in veste di istruttore e con un parallelo incarico di docente militare.
Il 1º dicembre 1930 Mitsunobu fu informato di essere stato promosso a capitano di corvetta e, in concomitanza, anche ufficiale di collegamento residente, in Francia. Egli partì poco dopo e rimase a lungo a Parigi, dove maturò la conoscenza della lingua locale e dei costumi europei. Il 1º dicembre 1932 ricevette l'ordine di rientro e, una volta in Giappone, fu imbarcato sull'incrociatore pesante Nachi (10 marzo 1933) e prese il posto di ufficiale di rotta, ma in quel periodo l'unità non prese parte a operazioni o manovre importanti. Peraltro Mitsunobu fu chiamato a fare rapporto allo stato maggiore generale il 1º settembre e, quindi, fu assegnato come attendente alla 1ª Sezione dell'Ufficio affari navali, dipendente dal ministero della Marina. Dal 7 settembre 1934 partecipò alla preparazione del materiale per la delegazione giapponese destinata alla conferenza navale di Londra, tesa a rinnovare il trattato del 1930 sulle limitazioni agli armamenti navali. Il gruppo partì il 19 di quel mese e Mitsunobu fu attivo nel rifinire documentazione e dettagli. Rivestì il posto di attendente al plenipotenziario nipponico, l'ammiraglio Osami Nagano; il 15 novembre 1935, inoltre, gli fu notificata la promozione a capitano di fregata. La conferenza fu burrascosa e inconcludente e il governo nipponico, ritenendo ingiuste le proporzioni di naviglio concesse, l'abbandonò all'inizio del 1936. Mitsunobu rimase a Londra fino al 5 marzo, quando anch'egli fu richiamato in Asia. Il 20 novembre 1937 entrò nello stato maggiore della sezione navale del Gran quartier generale imperiale e, in contemporanea, in quello dell'Ufficio stampa dipendente: era un organismo nato in diretta conseguenza dell'avvio della seconda guerra sino-giapponese. Comunque già il 1º dicembre Mitsunobu fu trasferito allo stato maggiore della 3ª Divisione portaerei che, in realtà, era composta da navi appoggio idrovolanti, tra le quali la Kamikawa Maru. Con questo reparto prese parte alle operazioni nel Mar Cinese Meridionale, lanciate dalle basi della colonia di Formosa. In particolare, Mitsunobu contribuì a organizzare la copertura e l'appoggio aereo a uno sbarco nel delta del Fiume Azzurro, avvenuto negli ultimi giorni del luglio 1938. Il 15 agosto 1938 lasciò la divisione ma rimase sul continente con funzioni di assistente allo stato maggiore della Flotta dell'area cinese (costituita l'anno precedente) e a quello di un ufficio speciale della Marina, sulla cui precisa natura, però, le fonti non dicono nulla. Il 15 marzo 1939 si spostò a Shanghai perché era stato scelto come nuovo assistente al ministro residente nipponico, rimanendovi diversi mesi.

### La missione navale in Italia
Mitsunobu cedette l'incarico a Shanghai il 15 dicembre 1939 e fu brevemente inserito nello stato maggiore della Flotta dell'area cinese, in città. Il 25 gennaio 1940 fu richiamato sul suolo metropolitano ed ebbe accordato un breve periodo di riposo; i nuovi ordini del 7 febbraio gli imposero di trasferirsi in Italia per guidare la missione navale nipponica in quel paese, con competenze tecniche estese anche all'ambito aeronautico. Arrivò a Roma nelle settimane successive, si  sistemò all'ambasciata giapponese in viale Regina Margherita e subito si mise all'opera nella nuova veste di addetto militare. Non è accertato che fosse stato anche nominato vicecomandante del dipartimento informazioni per il bacino del mar Mediterraneo, che faceva riferimento al ministero degli Esteri nipponico. In accordo alle sue funzioni, Mitsunobu fu elevato al grado di capitano di vascello il 15 novembre 1940.
Favorevole al patto tripartito, che legava il suo paese all'Italia e alla Germania nazista, Mitsunobu fu convinto sostenitore delle potenze dell'Asse e della vittoria giapponese, tanto che la sua fiducia non venne meno neanche di fronte al capovolgimento delle sorti della guerra, evidente dai primi mesi del 1943. Tenuto conto del disfacimento militare italiano e della disfatta in Tunisia, organizzò e avviò il trasferimento della missione navale, del personale e della documentazione da Roma a Merano, dove il regime aveva messo a disposizione dei giapponesi Villa Burgund, sulla sponda sinistra del Passirio. Nel comune si spostò anche la famiglia, che lo aveva seguito in Europa. La ridislocazione fu completata proprio l'8 settembre, in concomitanza con la capitolazione italiana. Mitsunobu redasse un rapporto dettagliato per Tokyo sui perché del crollo dell'Italia tra la fine del 1943 e l'inizio del 1944, completato il 15 febbraio di quell'anno. Nel documento, fin da subito, l'ufficiale rilevò che l'Italia avrebbe dovuto occupare nei primi giorni di ostilità Malta e la Tunisia ed espresse l'opinione che, nel biennio 1940-1941, una condotta più aggressiva delle operazioni aeronavali avrebbe potuto portare l'Asse in condizioni di parità con gli Alleati nel Mediterraneo. Non risparmiò critiche sulle tattiche e sulla strategia italiane nella guerra navale e, più in generale, nel corso della guerra tutta, cogliendone l'invasiva componente politica; non a caso raccolse voci e testimonianze del calante consenso tra la popolazione, che denunciava gli arricchimenti illeciti di gerarchi e personalità del regime. Ulteriori spiegazioni per il collasso politico-militare furono trovate da Mitsunobu nel «carattere nazionale» degli italiani «[tra i quali non sembra] sia molto elevato il concetto di amor patrio [...] Ciò forse dipende dal fatto che [...] non conoscono bene i vantaggi di un grande potente stato»: notò inoltre che era diffusa la tendenza a deflettere le colpe («Ho l'impressione che [...] non abbiano molto il senso di responsabilità»), l'accumularsi di problematiche irrisolte (l'annosa questione sulla convenienza o meno di una branca aeronautica per la sola Regia Marina lo colpì particolarmente) e la poca discrezione; affermò «Se io dicessi senza eufemismo i caratteri nazionali cattivi degli italiani, essi sarebbero superiori a quelli buoni». Il rapporto continuava quindi con una disamina sulla ricostruzione dello Stato italiano, che metteva l'accento sul diminuito «spirito combattivo del popolo», e sulle relazioni con la Germania che, a parere di Mitsunobu, dovevano essere potenziate per favorire la ripresa dell'Asse e cancellare l'onta del tradimento. Pare che Benito Mussolini avesse apprezzato la sincerità e schiettezza dell'ufficiale nipponico.

### La morte
Nel maggio 1944 Mitsunobu si recò con il suo aiutante, Yamanaka, a una conferenza a Montecatini Terme, dove aveva sede la missione navale tedesca in Italia. Il 5 giugno, concluso l'incontro, ricevette dallo stato maggiore generale in Giappone l'ordine di viaggiare fino in Svizzera, per prendere contatto con il personale diplomatico giapponese di Berna. I due ufficiali erano a bordo di un'automobile guidata da un certo Amos de Marchi, abitante di Merano, che prese la strada statale 12 per superare l'Appennino tosco-emiliano. L'8 giugno la vettura, nelle vicinanze del paesino di Pianosinatico, fu resa inservibile da chiodi sparsi sull'asfalto dai partigiani dell'XI Zona Patrioti, comandata da Manrico Ducceschi ("Pippo"); i guerriglieri uscirono allo scoperto e ci fu un breve conflitto a fuoco. Yamanaka fu raggiunto da proiettili e riuscì a fuggire, ma Mitsunobu fu ucciso prima ancora di poter uscire dal veicolo; de Marchi si arrese. I partigiani ispezionarono rapidamente l'auto e si impossessarono dei documenti che l'ufficiale aveva con sé, i quali dovevano rivelarsi di utilità per gli Alleati.
Nei giorni successivi il corpo di Mitsunobu fu recuperato e portato a Merano: il 15 giugno fu celebrato un solenne funerale al cimitero militare della città. Ebbe la promozione postuma a contrammiraglio.

## Famiglia
Mitsunobu si sposò ed ebbe quattro figli. Tra questi, Oyo Mitsunobu si laureò in chimica dopo la seconda guerra mondiale e scoprì la reazione che porta il suo nome.

## Onorificenze
Dati tratti da: